# Dalton Tagelagi
Dalton Tagelagi (Alofi, 5 de junho de 1968) é um político niueano, atual Primeiro Ministro de seu país desde junho de 2020. Foi eleito premiê vencendo seu concorrente O'Love Jacobsen em votação no parlamento por 13 votos a 7.